# Калинин, Владимир Павлович
Владимир Павлович Калинин (27 июня 1924 год, деревня Селюхино, Борщевская волость, Клинский уезд, Московская губерния, РСФСР, СССР (ныне деревня Калинино, сельское поселение Воронинское, Клинский район, Московская область, Россия) — 9 апреля 1944 года, окрестности озера Айгульского, Красноперекопский район, Крымская АССР, РСФСР, СССР) — участник Великой Отечественной войны, командир взвода 4-й стрелковой роты 1164-го стрелкового полка, 346-й стрелковой дивизии, 1-го гвардейского стрелкового корпуса 51-й армии, 4-го Украинского фронта, лейтенант. По официальной версии закрыл своим телом амбразуру пулемёта.

## Биография
Родился в 1924 году в деревне Селюхино неподалёку от Зубово. Окончил 6 классов школы.
В 1941 году призван в РККА. До 1944 года в боях был трижды ранен.
8 апреля 1944 года началась Крымская стратегическая наступательная операция. 346-я стрелковая дивизия наступала с северо-запада в направлении Томашевки. На пути 1164-го стрелкового полка лежало Айгульское озеро. В ночь на 9 апреля 1944 года подразделения полка начали переправу через озеро и, переправившись, начали атаку. В ходе атаки лейтенант Калинин первым ворвался в траншею, вступил в рукопашную, уничтожив до 20 солдат противника. Отражая контратаку, лейтенант Калинин поднял свой взвод, но был убит пулей.
Составителем книги «Бессмертные подвиги» ошибочно включён в список воинов, закрывших своим телом амбразуру пулемёта.
Был похоронен в братской могиле на опушке леса в Томашевке, очевидно позднее перезахоронен в Новоалександровке.
Указом Президиума Верховного Совета СССР от 16 мая 1944 года за образцовое выполнение боевых заданий командования на фронте борьбы с немецко-фашистскими захватчиками и проявленные при этом мужество и героизм лейтенанту Калинину Владимиру Павловичу присвоено звание Героя Советского Союза (посмертно).
В честь героя была переименована родная деревня в Клинском районе. Имя В. П. Калинина носит Воронинская школа в Клинском районе, где открыт музей Героя,  а также с 1985 года рыболовный траулер Севастопольского производственного объединения «Атлантика».